# Ilona Gyulaiová
Ilona Gyulaiová provdaná Ilona Jeneiová (12. června 1946 Kluž, Rumunsko – 25. srpna 2021) byla rumunská sportovní šermířka maďarské národnosti, která se specializovala na šerm fleretem. V druhé polovině šedesátých let závodila pod jménem Ileana Drâmbăová. Rumunsko reprezentovala v šedesátých a sedmdesátých letech. Na olympijských hrách startovala v roce 1964, 1968, 1972 a 1976 v soutěži jednotlivkyň a družstev. V roce 1969 obsadila druhé místo na mistrovství světa v soutěži jednotlivkyň. S rumunským družstvem fleretistek vybojovala na olympijských hrách dvě (1968, 1972) bronzové olympijské medaile a v roce 1969 získala s družstvem titul mistryň světa.